# Гора (Антроповский район)
Гора — деревня в Антроповском муниципальном районе Костромской области. Входит в состав Котельниковского сельского поселения.

## География
Деревня находится в центральной части Костромской области, в подзоне южной тайги, на берегу реки Кусь, при автодороге регионального значения 34Н-31,  на расстоянии приблизительно 42 километров (по прямой) на юг-юго-запад от посёлка Антропово, административного центра района.

### Климат
Климат характеризуется как умеренно континентальный, с продолжительной холодной многоснежной зимой и коротким сравнительно тёплым летом. Среднегодовая температура воздуха — 2,5 °C. Средняя температура воздуха самого холодного месяца (января) — −12,6 °C (абсолютный минимум — −38 °C); самого тёплого месяца (июля) — 18,2 °C (абсолютный максимум — 36 °С). Годовое количество атмосферных осадков — 500—550 мм, из которых большая часть выпадает в тёплый период.

## История
В XIX — начале XX века деревня входила в состав Кусской волости Макарьевского уезда Костромской губернии.
По церковно-административному делению относился к приходу Воскресенской церкви в селе Пеньки, входившая в VI Галичский Благочиннический округ.

## Население
| 2008 | 2010 | 2014 |
| ---- | ---- | ---- |
| 19   | ↘13  | ↗16  |

### Историческая численность населения
Постоянное население составляло 128 человек (1872 год), 210 (1897), 210 (1907), 27 в 2002 году (русские 100 %), 11 в 2022.

## Инфраструктура
Личное подсобное хозяйство с зоной сельскохозяйственного использования, индивидуальная застройка усадебного типа.
В 1872 году учтено 16 дворов, в 1907 году —37.

## Транспорт
Автобусное сообщение с районным и областным центрами. Остановка общественного транспорта «Гора» при въезде в деревню.